# Allsvenskan i ishockey 1998
Allsvenskan i ishockey 1998 spelades mellan de två bästa lagen från respektive grundserie i Division I 1997/1998. Den norra serien representerades av Björklöven och Timrå. Från den västra serien skickades Mora och Grums och från östra serien Arlanda och Huddinge. Slutligen representerades den södra serien av Linköping och Troja. Allsvenskan spelades i 14 omgångar där alla lag mötte varandra två gånger – en gång hemma och en gång borta. Vinnarna Troja hade inlett säsongen trögt och den allsvenska platsen säkrades först i sista omgången av grundserien. En bidragande orsak till detta var att man förlorat nio spelare sedan förra säsongen. Tränaren Esko Nokelainen kunde dock föra sitt lag till seger i Allsvenskan även om marginalen var liten, endast två måls skillnad till tvåan. Andraplatsen i serien togs av Linköping, med god ekonomi och stort publikintresse i ryggen och tippade som favoriter av somliga före seriens start. En stor dela av Linköpings framgångar låg i MUS-kedjan som bestod av Mike Helber, Ulf Söderström och Stefan Jacobsson. Kedjan producerade 30 av lagets 55 mål i Allsvenskan. Genom att ta de två främsta placeringarna gick Troja och Linköping vidare till Kvalserien till Elitserien. De följande fyra lagen – Björklöven, Mora, Timrå och Arlanda gick vidare till Playoff tillsammans med de främsta lagen från Division I:s fortsättningsserier. De två sista lagen var färdigspelade för säsongen och klara för Division I nästa säsong.

## Resultattabell
| Nr | Lag              | S  | V | O | F  | GM | IM | MS  | P  |
| -- | ---------------- | -- | - | - | -- | -- | -- | --- | -- |
| 1  | IF Troja-Ljungby | 14 | 8 | 3 | 3  | 52 | 37 | +15 | 19 |
| 2  | Linköpings HC    | 14 | 8 | 3 | 3  | 55 | 41 | +14 | 19 |
| 3  | IF Björklöven    | 14 | 7 | 4 | 3  | 56 | 38 | +18 | 18 |
| 4  | Mora IK          | 14 | 8 | 2 | 4  | 44 | 34 | +10 | 18 |
| 5  | Timrå IK         | 14 | 6 | 2 | 6  | 50 | 43 | +7  | 14 |
| 6  | Arlanda HC       | 14 | 3 | 5 | 6  | 51 | 59 | −8  | 11 |
| 7  | Grums IK         | 14 | 3 | 1 | 10 | 41 | 75 | −34 | 7  |
| 8  | Huddinge IK      | 14 | 1 | 4 | 9  | 34 | 56 | −22 | 6  |